# Micrelenchus sanguineus
Micrelenchus sanguineus là một loài ốc biển nhỏ, một loài động vật thân mềm chân bụng sống ở biển thuộc họ Trochidae, ốc đỉnh.
Các phân loài
- Cantharidus sanguineus bakeri Fleming, 1948: từ đồng nghĩa của Roseaplagis artizona A. Adams, 1853
- Cantharidus sanguineus var. elongatus Suter, 1897: từ đồng nghĩa của Roseaplagis artizona A. Adams, 1853
- Cantharidus sanguineus cryptus (Powell, 1946): từ đồng nghĩa của Micrelenchus sanguineus (Gray in Dieffenbach, 1843)

## Mô tả
Vỏ phát triển đến chiều dài 9 mm, đường kính 7 mm. Vỏ nhỏ, không hoàn hảo có hình nón. Nó có màu xanh hoặc trắng với những đốm máu. Cấu trúc vỏ của nó bao gồm các đường cong dài xoắn ốc với các rãnh rất hẹp giữa chúng, 5 đến 6 trên áp chót và 10 đến 14 trên cơ thể. Đôi khi chúng hơi đơn sắc. Thân chính chứa khoảng 5 đường cong dài. Màu của vỏ là màu xanh lục, với các hàng dọc màu đỏ của các đốm đỏ trên đường cong dài. Ba đường xoáy ốc đầu tiên đôi khi có màu đỏ hoặc nâu với các vệt trắng tỏa ra, bên dưới chỉ khâu thường là sự kết hợp giữa màu trắng, nâu và đỏ.
Các chóp nhọn có hình nón nâng cao, hai bên hơi lồi. Protoconch có hình nón với 1½ đường xoáy ốc mịn lồi mạnh, chủ yếu là có màu trắng như ngọc trai. Sáu vòng xoáy của vòng xoắn đều lồi lõm, góc cuối cùng ở ngoại vi. Đế của vỏ hơi lồi. Chỉ khâu bị ấn xuống. Miệng vỏ xiên và ánh kim bên trong. Môi ngoài rắn chắc, thường được củng cố bởi một phần chai màu trắng. Các trục vỏ xoắn ốc vòng cung gần như thẳng đứng. Môi trong lan ra một chút trên đường rốn, bị ấn xuống và lõm. Thành vỏ chứa một mô sẹo dày hoặc ít hơn.

## Phân bố
Loài này là loài đặc hữu của New Zealand và sống ngoài khơi đảo Bắc, Nam và đảo Stewart.